# Алиев, Мамед Магерамм оглы
Мамед Магеррам оглы Алиев (азерб. Məmməd Məhərrəm oğlu Əliyev; р. 1910, Казахский уезд) — советский азербайджанский хлопковод, Герой Социалистического Труда (1948).

## Биография
Родился в 1910 году в селе Даш Салахлы Казахского уезда Елизаветпольской губернии (ныне Газахский район Азербайджана).
В 1934—1973 годах — агроном в Белоканском, Закатальском и Масаллинском районе, главный агроном Масллинской и Пришибской МТС, Таузского районного отдела сельского хозяйства и Таузской МТС, научный работник, заведующий на Акстафинских испытательных полях Азербайджанской Научно-Исследовательского Института Хлопководства, главный агроном Таузского районного управления сельскохозяйственной промышленности, агроном-проектировщик Таузской группы устройства земли Азербайджанского Проектного Института Устройства Земли. С 1974 года агроном управления эксплуатации Джейранчельской оросительной системы. В 1947 году обеспечил своей работой перевыполнение в целом по Таузскому району планового сбора урожая хлопка на 35,8 процентов.
Указом Президиума Верховного Совета СССР от 10 марта 1948 года за получение в 1947 году высоких урожаев хлопка Алиеву Мамеду Магеррам оглы присвоено звание Героя Социалистического Труда с вручением ордена Ленина и золотой медали «Серп и Молот».
Активно участвовал в общественной жизни Азербайджана. Член КПСС с 1956 года.